# Apolinar Solórzano
Apolinar Solórzano (Apolinar Solórzano Bustamante; * 23. Juli 1934; † 2015) war ein venezolanischer Sprinter.
1955 gewann er bei den Panamerikanischen Spielen in Mexiko-Stadt Silber in der 4-mal-100-Meter-Staffel und Bronze in der 4-mal-400-Meter-Staffel.
Bei den Olympischen Spielen 1956 schied er über 200 m und in der 4-mal-100-Meter-Staffel im Vorlauf aus.
Seine persönliche Bestzeit über 200 m von 21,4 s stellte er 1955 auf.